# Фотоника

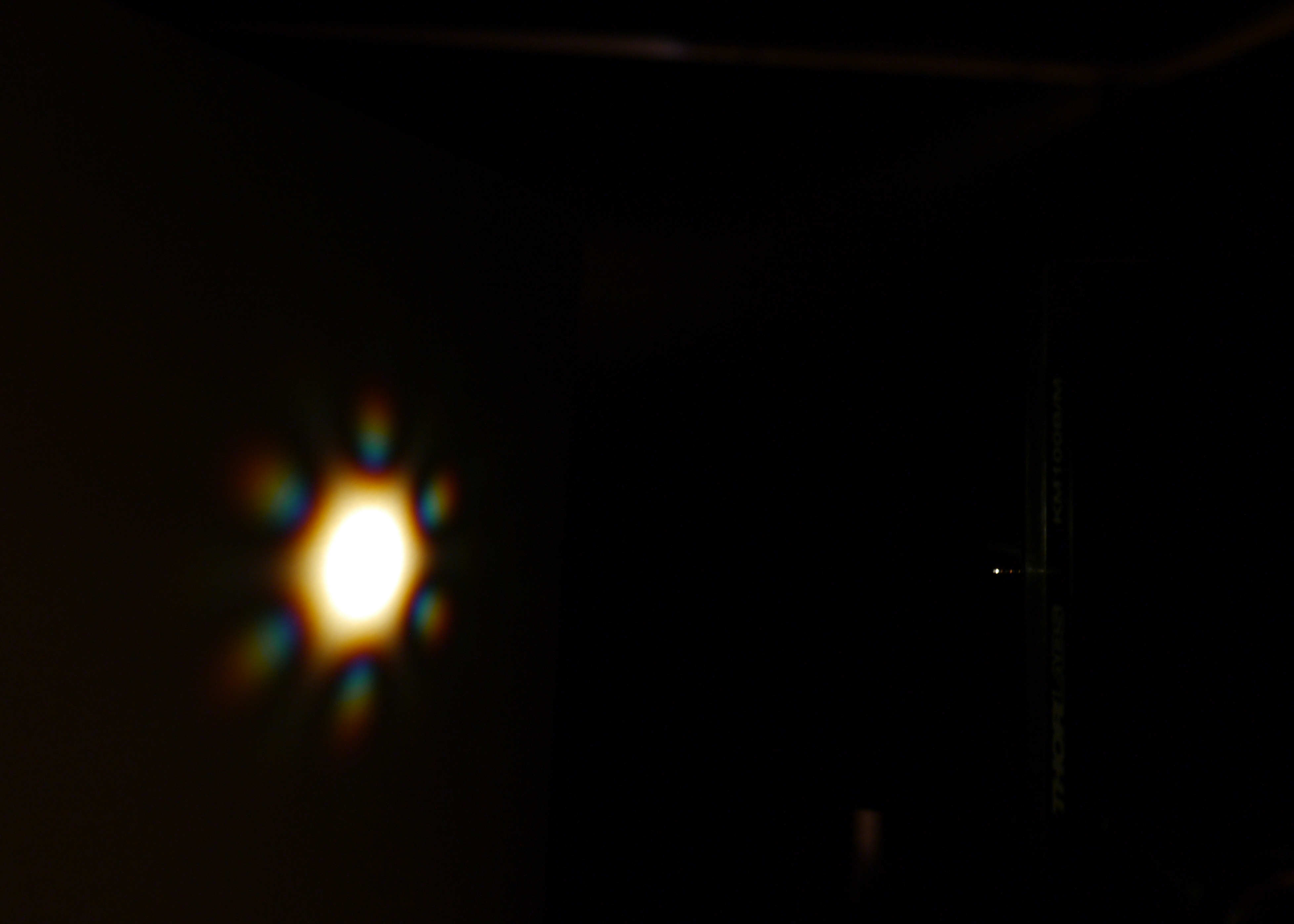
Вид ультраширокополосного лазерного луча, на выходе из волокна одномодового фотонного кристалла, при отсутствии искажений (белая точка).

Фото́ника — дисциплина, занимающаяся фундаментальными и прикладными аспектами работы с оптическими сигналами, а также созданием на их базе устройств различного назначения.

## Общие сведения
Фотоника по сути является аналогом электроники, использующим вместо электронов кванты электромагнитного поля — фотоны. То есть, она занимается фотонными технологиями обработки сигналов, что связано с существенно меньшими энергопотерями, а значит имеет бо́льшую возможность миниатюризации.
Таким образом, фотоника:
- изучает генерацию, управление и детектирование фотонов в видимом и ближнем к нему спектре. В том числе, на ультрафиолетовой (длина волны 10…380 нм), длинноволновой инфракрасной (длина волны 15…150 мкм) и сверхинфракрасной части спектра (например, 2…4 ТГц соответствует длине волны 75…150 мкм), где сегодня активно развиваются квантовые каскадные лазеры.
- занимается контролем и преобразованием оптических сигналов и имеет широкое применение: от передачи информации через оптические волокна до создания новых сенсоров, которые модулируют световые сигналы в соответствии с малейшими изменениями окружающей среды[2][3].

Фотоника охватывает широкий спектр оптических, электрооптических и оптоэлектронных устройств и их разнообразных применений. Коренные области исследований фотоники включают волоконную и интегральную оптику, в том числе нелинейную оптику, физику и технологию полупроводниковых соединений, полупроводниковые лазеры, оптоэлектронные устройства, высокоскоростные электронные устройства.
По некоторым данным новый, обобщённый термин «фотоника» постепенно вытесняет термин «оптика».

## История фотоники
Фотоника как область науки началась в 1960 году с изобретением лазера, а также с изобретения лазерного диода в 1970-х с последующим развитием волоконно-оптических систем связи как средств передачи информации, использующих световые методы. Эти изобретения сформировали базис для революции телекоммуникаций в конце XX-го века и послужили подспорьем для развития Интернета.
Исторически начало употребления в научном сообществе термина «фотоника» связано с выходом в свет в 1967 книги академика А. Н. Теренина «Фотоника молекул красителей». Тремя годами раньше по его инициативе на физическом факультете ЛГУ была создана кафедра биомолекулярной и фотонной физики, которая с 1970 г. называется кафедрой фотоники.
А. Н. Теренин определил фотонику как «совокупность взаимосвязанных фотофизических и фотохимических процессов». В мировой науке получило распространение более позднее и более широкое определение фотоники как раздела науки, изучающего системы, в которых носителями информации являются фотоны. В этом смысле термин «фотоника» впервые прозвучал на 9-м Международном конгрессе по скоростной фотографии в 1970 году в Денвере (США).
Термин «Фотоника» начал широко употребляться в 1980-х в связи с началом широкого использования волоконно-оптической передачи электронных данных телекоммуникационными сетевыми провайдерами (хотя в узком употреблении оптическое волокно использовалось и ранее). Использование термина было подтверждено, когда сообщество IEEE установило архивный доклад с названием «Photonics Technology Letters» в конце 1980-х.
В течение этого периода приблизительно до 2001 г. фотоника была в значительной степени сконцентрирована на телекоммуникациях. С 2001 года к ней также стали относиться:
- лазерное производство,
- биологические и химические исследования,
- изменение климата и экологический мониторинг[6],
- медицинская диагностика и терапия,
- технология показа и проекции,
- оптическое вычисление.

### Перспективные разработки
В 2015 году в МГУ был создан сверхбыстрый фотонный переключатель, работающий на кремниевых наноструктурах, который в перспективе позволит создавать устройства передачи и обработки информации на скоростях в десятки и сотни терабит в секунду.

## Междисциплинарные направления

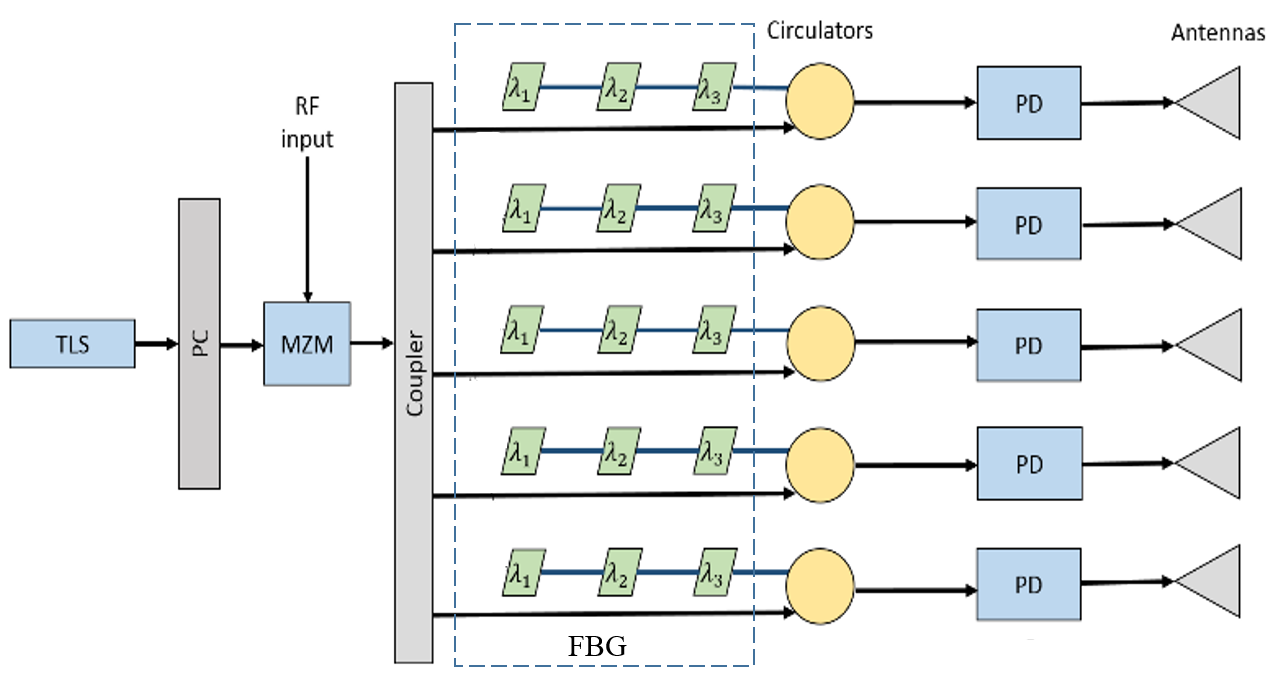
Пример управления радиотехническим устройством методами фотоники. Структурная схема формирования диаграммы направленности антенной решётки на основе волоконной брэгговской решётки, где TLS — настраиваемый лазерный источник, MZM — модулятор Маха-Цендера, PC — коннектор, PD — фотодетектор, а FBG — волоконная брэгговская решётка.

Благодаря высокой мировой научной и технической активности и огромной востребованности новых результатов, внутри фотоники возникают новые и новые междисциплинарные направления:
- Микроволновая фотоника изучает взаимодействие между оптическим сигналом и высокочастотным (больше 1 ГГц) электрическим сигналом. Эта область включает основы оптико-микроволнового взаимодействия, работу фотонных устройств при СВЧ, фотонный контроль СВЧ устройств, линий высокочастотной передачи и использование фотоники для выполнения различных функций в микроволновых схемах.
- Компьютерная фотоника объединяет современную физическую и квантовую оптику, математику и компьютерные технологии и находится на этапе активного развития, когда становится возможным реализовать новые идеи, методы и технологии[9].
- Оптоинформатика — область науки и техники, связанная с исследованием, созданием и эксплуатацией новых материалов, технологий и устройств для передачи, приёма, обработки, хранения и отображения информации на основе оптических технологий.

## Связь фотоники с другими областями наук

### Классическая оптика
Фотоника близко связана с оптикой. Однако оптика предшествовала открытию квантования света (когда фотоэлектрический эффект был объяснён Альбертом Эйнштейном в 1905). Инструменты оптики — преломляющая линза, отражающее зеркало и различные оптические узлы, которые были известны задолго до 1900 года. При этом ключевые принципы классической оптики, такие как правило Гюйгенса, Уравнения Максвелла и выравнивание световой волны, не зависят от квантовых свойств света и используются как в оптике, так и в фотонике.

### Современная оптика
Термин «Фотоника» в этой области приблизительно синонимичен с терминами «Квантовая оптика», «Квантовая электроника», «Электрооптика» и «Оптоэлектроника». Однако каждый термин используется различными научными обществами с разными дополнительными значениями: например, термин «квантовая оптика» часто обозначает фундаментальное исследование, тогда как термин «Фотоника» часто обозначает прикладное исследование.